# Ituango (kommun)
Ituango är en kommun i Colombia.   Den ligger i departementet Antioquía, i den nordvästra delen av landet, 400 km nordväst om huvudstaden Bogotá. Antalet invånare är 25 088.